# يوكوزونا (مصارع)
رودني أغاتوبو أنوا (بالإنجليزية: Rodney Agatupu Anoa'i)‏ ، مصارع أمريكي مشهور، لعب في بطولة المصارعة الحرة العالمية WWE باسم «يوكوزونا» ، من مواليد 2 أكتوبر عام 1966م، وتوفي يوم 23 أكتوبر عام 2000م.
واشتهر يوكوزونا بأنه مصارع أمريكي على طريقة السومو اليابانية ، وكذلك رفعه للعلم الياباني القديم أمام الجماهير في منافسات WWF، وأكثر الحدث شهرة في تاريخ المصارعة الحرة دبليو دبليو إي، هو مقابلة لأسطورة المصارعة الكندية الراحل أوين هارت عام 1995م.

## وصلات خارجية
- يوكوزونا على موقع IMDb (الإنجليزية)
- يوكوزونا على موقع قاعدة بيانات الفيلم (الإنجليزية)
- يوكوزونا على موقع دبليو دبليو إي (الإنجليزية)
- يوكوزونا على موقع WrestlingData.com (الإنجليزية)
- يوكوزونا على موقع CageMatch worker (الإنجليزية)
- يوكوزونا على موقع قاعدة بيانات المصارعة على الإنترنت (الإنجليزية)
- يوكوزونا على موقع عالم المصارعة على الإنترنت (الإنجليزية)
- يوكوزونا على موقع عالم المصارعة على الإنترنت (الإنجليزية)